# Max-Jacob Ost

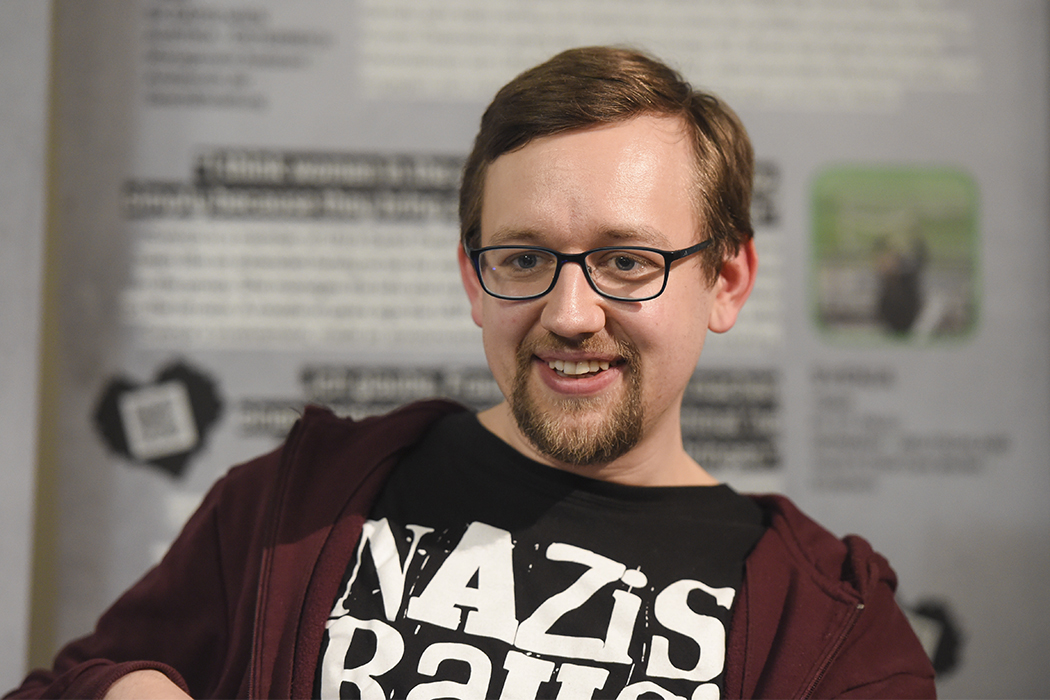
Max-Jacob Ost (2019)

Max-Jacob Ost (* 1985) ist ein deutscher Sportjournalist, Podcaster und Autor.

## Leben und Werdegang
Max-Jacob Ost wuchs in Markt Einersheim auf. Von 2005 bis 2010 studierte er in Freiburg an der Albert-Ludwigs-Universität Freiburg Germanistik, BWL und Politik. Ost hospitierte beim Hörfunk des Bayerischen Rundfunks, beim ZDF und beim Fußballmagazin 11 Freunde.
Noch während seines Studiums zog er nach München und wurde Redakteur bei der Sportwebsite Spox.com. Ab 2014 war er als selbständiger Unternehmensberater im Bereich Social Media tätig. Im selben Jahr gründete er gemeinsam mit Frank Helmschrott den Fußballpodcast Rasenfunk. Während Helmschrott für die Technik zuständig ist, verantwortet Ost Moderation und Recherche. Als Freizeitprojekt gestartet wurde der Podcast immer größer und konnte ab 2016 durch die Unterstützung und Spenden der Hörer finanziert werden. Um redaktionell unabhängig zu bleiben, gibt es keine Werbung oder Sponsoring. Seit 2018 betreibt Ost den Podcast hauptberuflich, seit Dezember 2022 in der Rasenfunk GmbH, deren Geschäftsführung sich Ost mit Helmschrott teilt.
2020 erschien nach mehr als zweijähriger Recherche der Podcast 11 Leben – Die Welt von Uli Hoeneß in dem sich Ost mit der Biografie von Uli Hoeneß und der Entwicklung des deutschen Fußballs seit den 1960er Jahren bis heute befasst. Daraus entstand das Buch Aus Liebe zum Spiel: Uli Hoeneß, das Geld und der deutsche Fußball, das im Januar 2023 veröffentlicht wurde.
Von August bis Dezember 2021 analysierte Ost gemeinsam mit Tobias Escher, Lena Cassel und Gästen in der vom ZDF jeweils montags live im Internet ausgestrahlten Sendung „Mainzer Keller“ das aktuelle Bundesligageschehen.

## Rezeption
Max-Jacob Ost trifft als Fußball-Podcaster auf breite positive Resonanz. Er gilt als „charmant, immer gut vorbereitet und scheut sich nicht, zu gesellschaftspolitischen Themen Stellung zu beziehen.“ Der von Ost inhaltlich verantwortete und moderierte Rasenfunk wird als „komplexe, vielseitige und sympathische Fußballberichterstattung“ beschrieben. Der Deutschlandfunk beschreibt den Rasenfunk „mit seinen sachlichen Analysen“ als „Audio-Alternative zur herkömmlichen Bundesliga-Berichterstattung“ und lobt, dass auf Themen, „die bei Sky oder Sport1 zu kurz kommen“ fokussiert werde. Auch von weniger fußball-affinen Medien wird der Rasenfunk weiterempfohlen; die Süddeutsche Zeitung betitelt den Rasenfunk im Interview prägnant als „Wie Netflix für die Ohren“.
11 Leben wird beschrieben als Podcast, der „mit einer nie dagewesenen Detailtiefe in das Leben von Uli Hoeneß ein[taucht], sodass Sie das Gefühl haben werden, live dabei gewesen zu sein.“. Osts „langer Atem bis zum Interview“ mit Hoeneß wird besonders hervorgehoben; das Fachmagazin Werben & Verkaufen kommt zum Gesamturteil „unbedingt hörenswert – auch für Nicht-Sport-Fans“. Apple würdigte 11 Leben in den Podcast-Jahrescharts 2021 als eine der „Top-Shows des Jahres“.

## Auszeichnungen
- Fußball-Podcast des Jahres 2018, Auszeichnung der Deutschen Akademie für Fußball-Kultur für den Rasenfunk[19]
- Deutscher Podcast Preis 2021 in der Kategorie „Bestes Skript / Beste*r Autor*in“ für den Podcast „11 Leben“[20]
- Deutscher Podcast Preis 2022 in der Kategorie „Beste*r Interviewer*in“ für den Podcast „11 Leben“[21]

## Veröffentlichungen
- Aus Liebe zum Spiel: Uli Hoeneß, das Geld und der deutsche Fußball, Deutscher Taschenbuch Verlag, München 2023, ISBN 978-3-423-44672-3.